# Pembrokeshire Coast Path
Pembrokeshire Coast Path (Welsh: Llwybr Arfordir Sir Benfro) is een langeafstandswandelpad (National Trail) gelegen langs de kust van Pembroke in het zuidwesten van Wales. Het pad loopt door het beschermd natuurgebied Nationaal Park Pembrokeshire Coast.
Het pad met een totale lengte van 186 mijl (299 kilometer) start in St. Dogmaels aan de oostkust en eindigt aan de zuidkust van Wales in het plaatsje Amroth.
Het heeft de navolgende etappeplaatsen: 
Na 25 km  Newport
Na 20,5 km Goodwick / Fishguard
Na 27,8 km  Trefin
Na 18 km Whitesands Bay
Na 19,3 km Solva
Na 19,5 km Little Haven
Na 31,4 km Dale
Na 25,7 km Neyland
Na 26 km Angle
Na 28,6 km  Bosherston
Na 34,2 km  Tenby
Na 11,7 km  Amroth
Met de heuvels aan de kust kan je spreken van een heel pittige wandeltocht. De route is verdeeld in 12 etappes. Door de ligging (zeer afgelegen dorpen) zijn kortere etappes bijna niet mogelijk. Zeker als men gebruikmaakt van B&B en hotel accommodaties.

## Fotogalerij

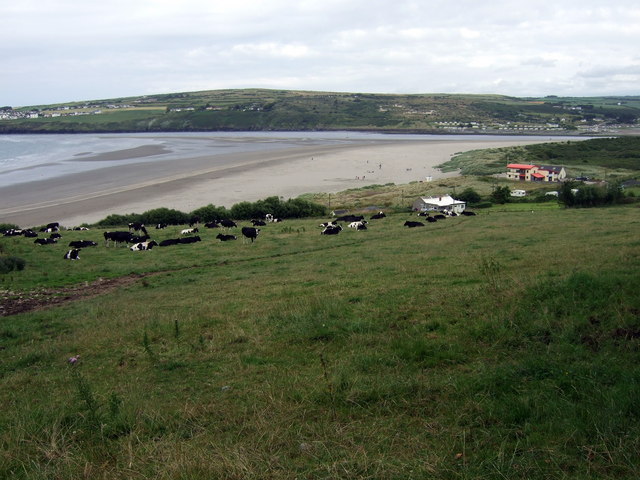
Zicht op Poppy Sands
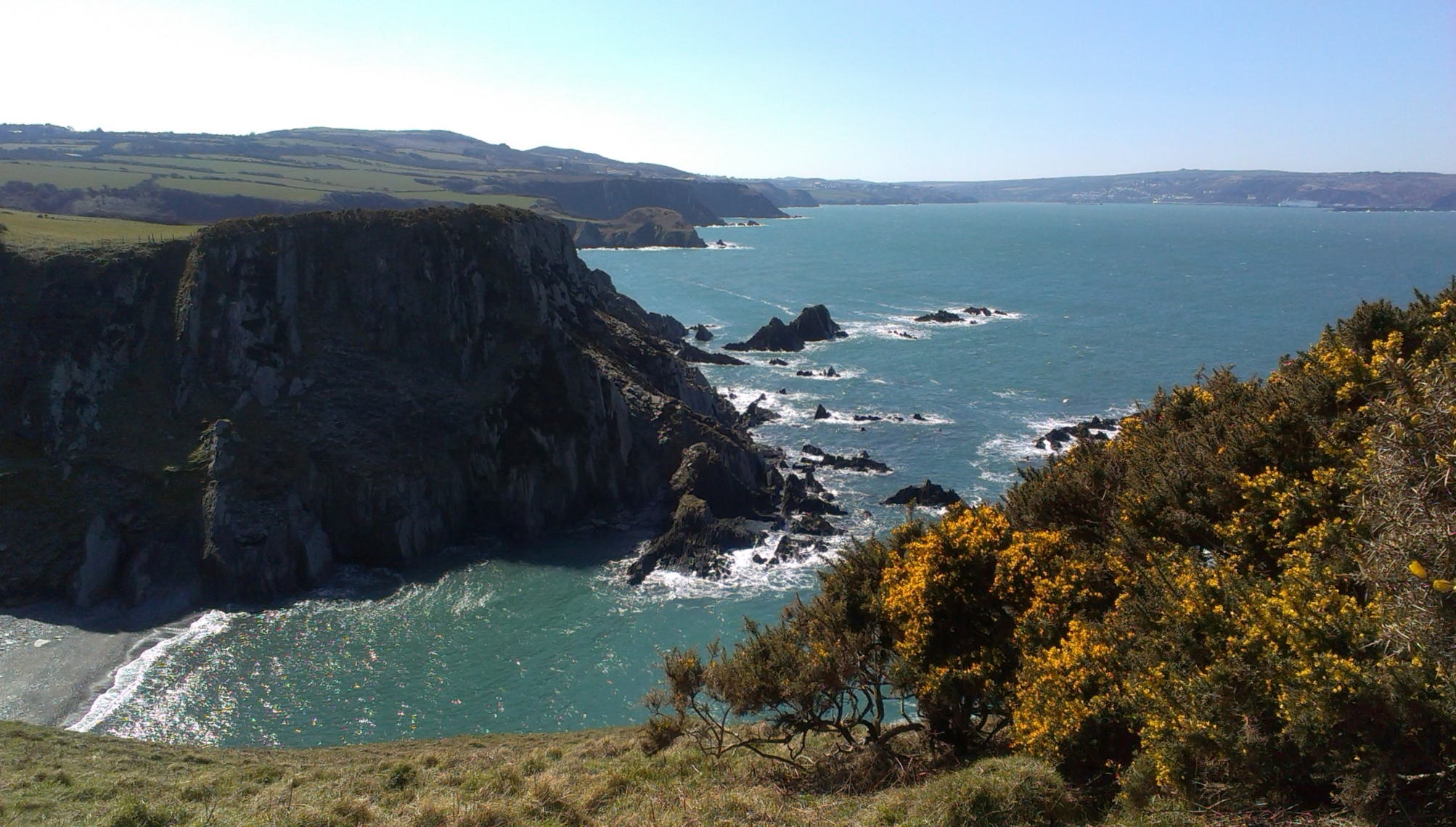
Nabij Pwllgwaelod
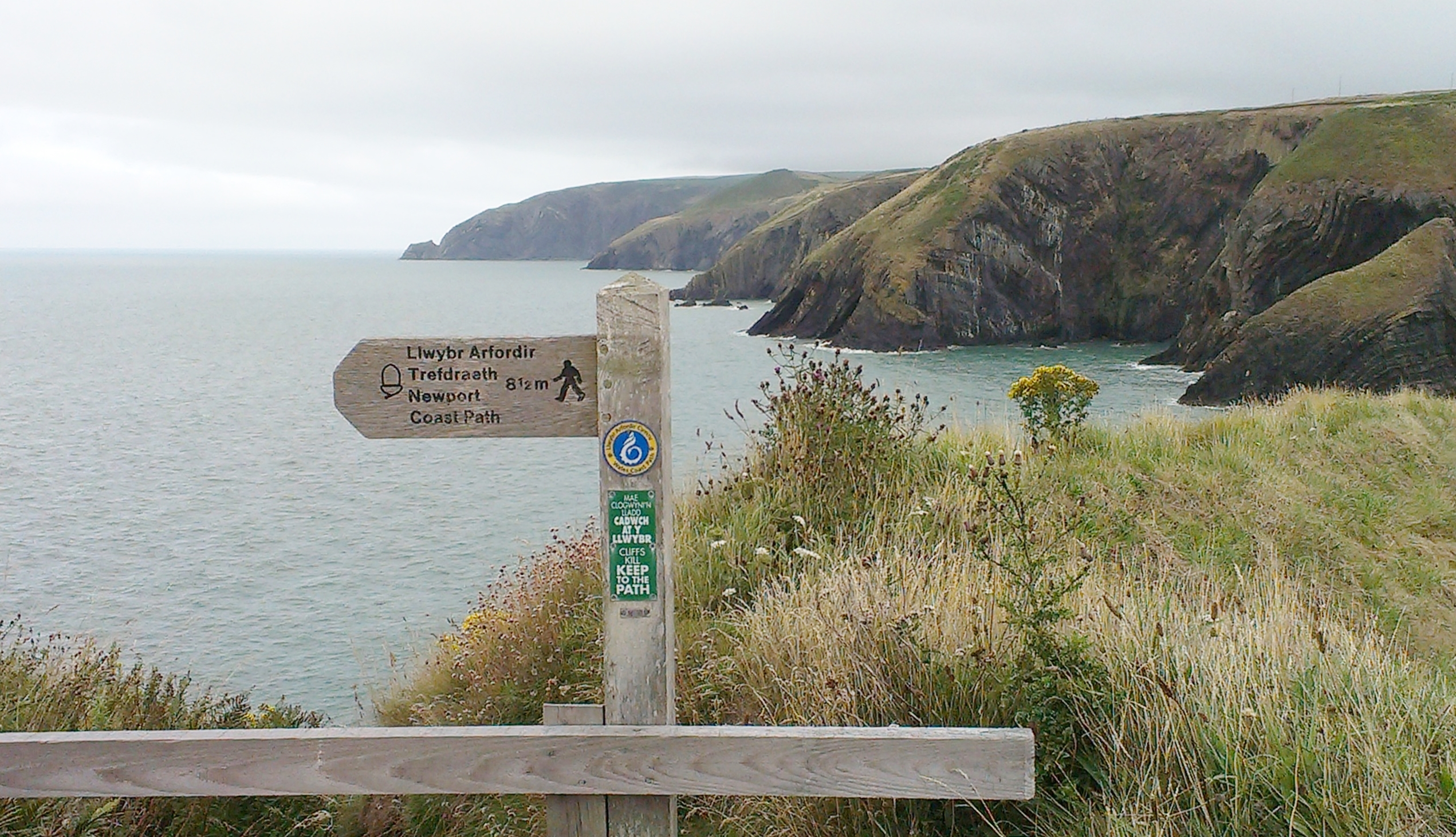
Nabij Ceibwr Bay
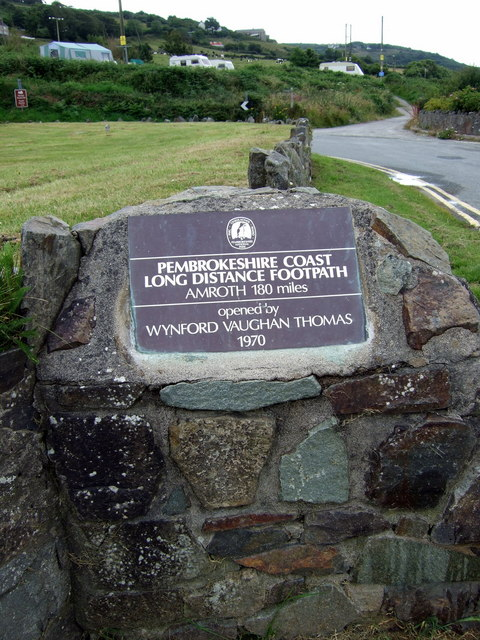
Amroth
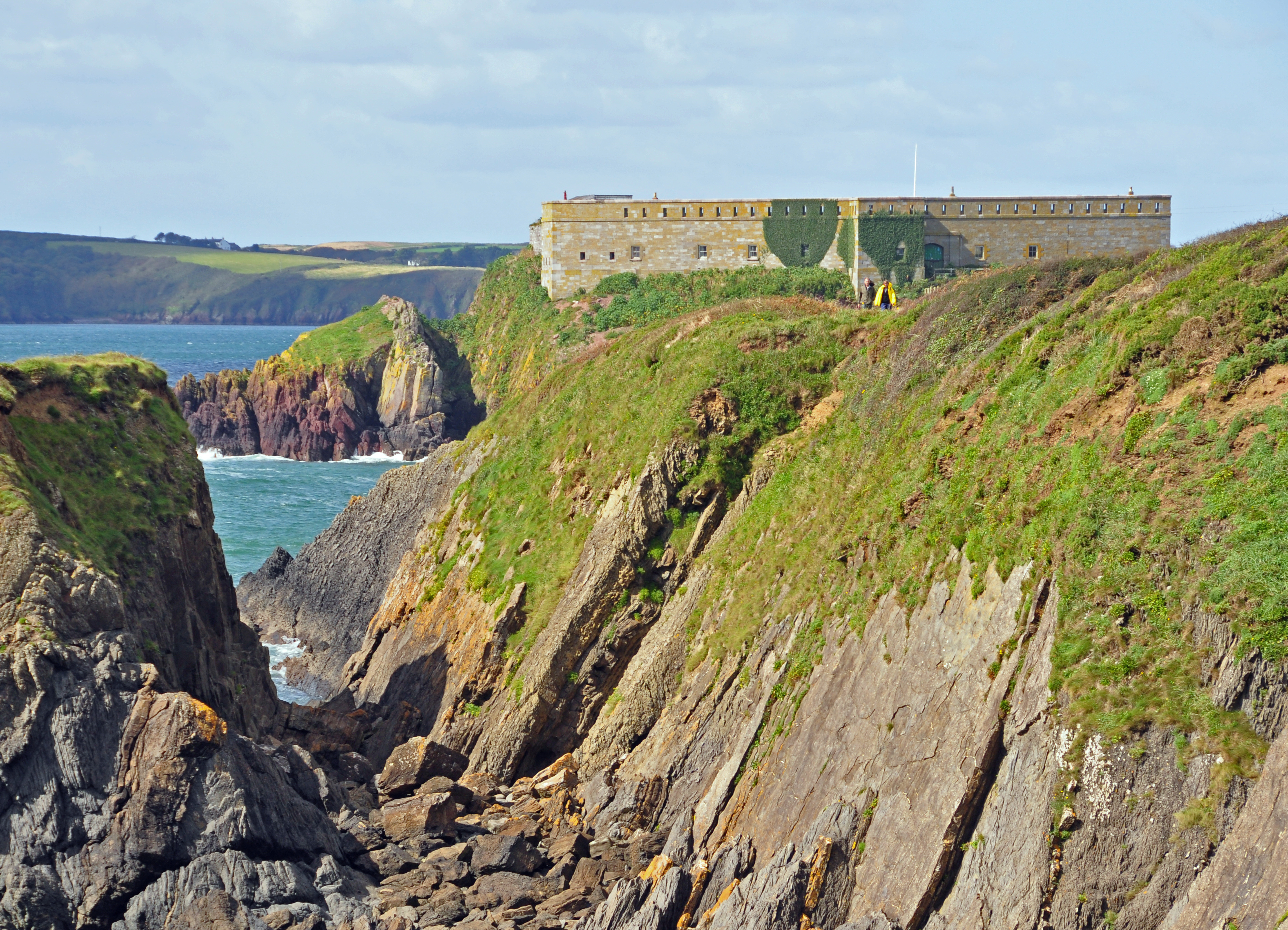
Thorn Island